# Церковь Донской иконы Божией Матери (Гуляевка)
Церковь Донской иконы Божией Матери (Богородицая церковь) — бывший православный храм в слободе Гуляевка Области Войска Донского, ныне одноимённого хутора Волгоградской области.

## История
Первая деревянная церковь в слободе была построена на средства прихожан в 1779 году — во имя Донской Божьей Матери. Из-за ветхости она была перестроена в 1872 году — также деревянная, на каменном фундаменте с такой же колокольней, покрытые листовым железом. Престол в храме был один — во имя Донской Божьей Матери. Священником с 1868 года служил Андреев Матвей Михайлович.
По штату в церкви служили два священника, дьякон и два псаломщика. Причт пользовался землёй в 50 десятин за половинную арендную плату. Другие здания, принадлежавшие храму — караулка для сторожей и церковно-приходская школа. Школьное здание было деревянное, на каменном фундаменте, покрытое железом — рассчитана на 50 человек. Караулка также была деревянная с железной крышей.
Храм находился от консистории — в 410 верстах, от благочинного — в 50 верстах. Ближайшие к нему церкви находились: в хуторе Фролове — 12 верст, в хуторе Терновском — 20 верст, в хуторе Безыменском — 25 верст и в слободе Михайловке — 30 верст. Хутора прихода: Подки, Колоборовый и Ветютнев Кепинской станицы, а также Ветютнев Кременской станицы. В приходе имелась церковно-приходская женская школа (учреждена в 1896 году), церковно-приходская Ветютневская школа и Гуляевское народное училище (учрежденное в 1877 году).
В советское время церковь была закрыта и разобрана. В настоящее время сохранился её фундамент, на котором установлен памятный крест.